# Guan Daošeng
Guan Daošeng (pinjin: Guan Daosheng) poznana tudi kot Guan Džongdži (pinjin: Guan Zhongji) ali Gospa Džongdži (njeno vljudnostno ime) (kitajsko: 管道昇; Wade–Giles: Kuan Tao-sheng; 字仲姬；1262–1319), kitajska pesnica in slikarka, * 1262, Hudžou, † 1319, Peking.